# Minahasa

Drapeau de Minahasa

Minahasa est le nom sous lequel se désigne un ensemble de populations de la province indonésienne de Sulawesi du Nord dans l'île de Célèbes qui parlent des langues distinctes. Se reconnaissent comme Minahasa les neuf groupes suivants :
1. Babontehu,
2. Bantik,
3. Pasan, Ratahan ou Tounpakewa,
4. Ponosakan,
5. Tonsea,
6. Tontemboan,
7. Toulour ou Tondano,
8. Tonsawang et
9. Tombulu.

## Étymologie
Le nom "Minahasa" vient du mot "miahasa" ou "minaesa", qui signifie "unité". Il est formé sur le verbe mahasa, "(s')unir", lui-même formé sur le mot asa ou esa, qui veut dire "un" (on retrouve ce mot dans d'autres langues austronésiennes). Il fait allusion à l'alliance conclue entre des chefs : Mandagi, Wahani et Worang from Tombulu, Kalesaran de Tondano, Pelealu et Nangka de Tontemboan, et Lengkong de Tonsea, contre le royaume de Bolaang Mongondow.

## Linguistique
Les linguistes appellent "langues minahasanes" un groupe constitué par les langues suivantes :
- Tondano,
- Tombulu,
- Tonsea,
- Tontemboan,
- Tonsawang.

Ce groupe fait partie du rameau des langues philippines de la branche malayo-polynésienne des langues austronésiennes.
Le bantik et le ratahan appartiennent à un autre groupe, dit "sangirique", de ce rameau philippin.
Le ponosakan, proche de la langue mongondow, appartient encore à un autre groupe du rameau, appelé "grand philippin central", auxquelles appartiennent de nombreuses langues des Philippines, dont notamment le tagalog et le cebuano.
Les Babontehu sont les habitants de l'île de Manado Tua, que la tradition considère comme le cœur de l'ancien royaume de Manado.
On voit donc que l'identité minahasa dépasse le cadre linguistique, puisqu'elle regroupe des populations dont les langues appartiennent à des groupes linguistiques différents du rameau philippin.

## Culture

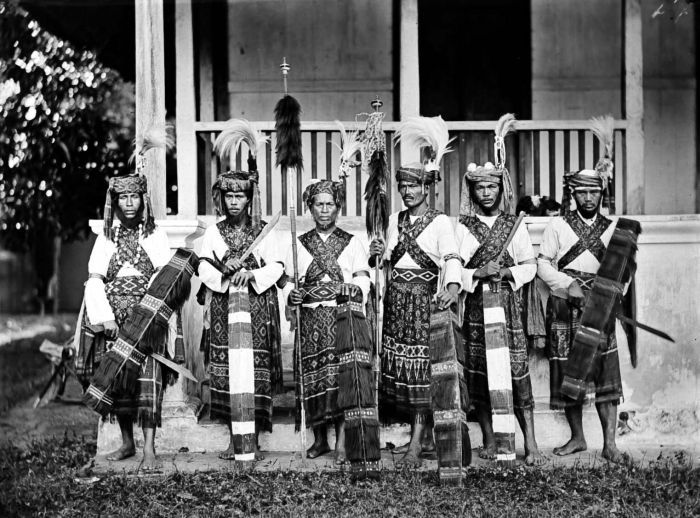
Tenue traditionnelle de guerriers minahasa (date inconnue).

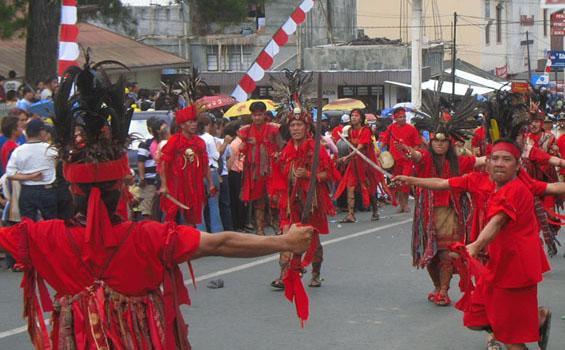
Le Kabasaran, danse guerrière minahasa (2007).